# Fredelo av Toulouse
Fredelo av Toulouse, död 852, var regerande greve av Toulouse mellan 844 och 852.